# 丹尼爾·奧利
丹尼爾·阿里茲·奧利（2000年8月7日—）為奈及利亞男子籃球運動員，現效力於P. LEAGUE+高雄鋼鐵人。
奧利的父母親在奈及利亞拉哥斯從事貿易工作。奧利大學畢業於世新大學，111學年度曾奪得UBA大專籃球聯賽阻攻王，大學最後一年場均表現為11.5分、13.3籃板、2.5阻攻。2023年7月11日，奧利在P. LEAGUE+新人選秀會第一輪第四順位獲得高雄17直播鋼鐵人青睞，鋼鐵人為了能在選秀會上挑選外籍生釋出了張傑瑋。7月25日，鋼鐵人宣布與奧利完成簽約。菜鳥球季奧利全勤出賽40場，場均上場22分鐘，可挹注6分、7籃板、1.2阻攻。

## 外部連結
- 丹尼爾·奧利在fiba3x3.com（英语）
- 丹尼爾·奧利在P. LEAGUE+
- 丹尼爾·奧利在Eurobasket.com（球員）（英语）
- 丹尼爾·奧利在RealGM（英语）
- 丹尼爾·奧利在Flashscore（英语）